# Propan-1-ol
El compuesto químico propan-1-ol es un alcohol incoloro, muy miscible con el agua. Es comúnmente llamado propanol, n-propanol, alcohol propílico o alcohol n-propílico (para distinguirse del 2-propanol o alcohol isopropílico).
Su fórmula química desarrollada es CH3-CH2-CH2OH.

## Aplicación
- En compuestos anticongelantes, solvente para gomas, lacas, hule, aceites esenciales, creosota.
- Componente en aceites y tintas de secado rápido.
- En productos cosméticos como son lociones y productos refrescantes.
- En la limpieza de aparatos electrónicos.
- En la fabricación de acetona, glicerina, acetato de isopropilo.
- En medicina como antiséptico.
- En la síntesis del ácido propiónico...

## Manipulación
Peligros físicosEl vapor se mezcla bien con el aire, se forman fácilmente mezclas explosivas.
Peligros químicosReacciona con oxidantes fuertes (percloratos, nitratos).
Límites de exposiciónTLV(como TWA): 200 ppm; 492 mg/m3(piel) (ACGIH). TLV (como STEL): 250 ppm; 614 mg/m3 (piel) (ACGIH).
Vías de exposiciónLa sustancia se puede absorber por inhalación de su vapor, por inhalación del aerosol, a través de la piel y por ingestión.
Riesgo de inhalaciónEn la evaporación de esta sustancia a 20 °C se puede alcanzar bastante lentamente una concentración nociva en el aire.
Efectos de la exposición de corta duraciónLa sustancia irrita los ojos, la piel y el tracto respiratorio. La sustancia puede tener efectos sobre el sistema nervioso central, dando lugar a depresión de su actividad. La exposición muy por encima the OEL puede producir pérdida del conocimiento. Los efectos pueden aparecer de forma no inmediata. Se recomienda vigilancia médica.
Efectos de la exposición prolongadaEl contacto prolongado o repetido con la piel puede producir dermatitis aguda y cáncer dérmico.